# فيرين ساسناشين (آراغاتسوتن)
مدينة فيرين ساسناشين (بالإنجليزية: Verin Sasnashen)‏ هي إحدى المدن التابعة لمقاطعة آراغاتسوتن في أرمينيا. يقدر عدد سكانها بـ 376 نسمة حسب الإحصاء الذي جرى عام 2011.